# Болунгарвикюргёйнг
Болюнгарвикюргёйнг (исл. Bolungarvíkurgöng; слушатьо файле) — автомобильный тоннель, проложенный под горным массивом Бударфьядль в регионе Вестфирдир на северо-западе Исландии. Является частью дороги Дьюпвегюр 61. Тоннель бесплатный.

## Характеристика
Болунгарвикюргёйнг был построен в 2010 году и имеет длину 5400 метров. Через тоннель проходит дорога Дьюпвегюр 61, одна из самых важных дорог в этой части страны.
Болунгарвикюргёйнг очень мало сокращает маршрут между Болунгарвиком и Хнифсдалюром, но, без сомнения, является одним из наименее спорных транспортных сооружений в Вестфирдир. Создание этого тоннеля в первую очередь было связано с повышением безопасности дорожного движения на участке Дьюпвегюр (дорога Оусхлидарвегюр 6302) между Хнивсдалюр и Болунгарвиком. Ранее дорога проходила по самому берегу моря у подножия скал с крутыми склонами и была чрезвычайно опасна из-за постоянных камнепадов и лавин. После постройки тоннеля Болунгарвикюргёйнг дорога Оусхлидарвегюр 6302 была закрыта для движения.
Болунгарвикюргёйнг расположен в нескольких километрах к северо-западу от Исафьордюра и проходит под северными отрогами горного массива Бударфьядль — простирающимися в море горами Будархидна (647 м), Арафьядль (704 м) и Оусхидна (556 м).
Длина тоннеля — 5400 метров, ширина — 8 м, высота 4,5 м. Тоннель состоит из одной галереи, движение осуществляется по одной полосе шириной 3,5 м в каждую сторону. Порталы имеют профиль в виде симметричного знака ᑎ. Работа тоннеля не зависит от погодных условий и в зимний период он всегда открыт для проезда.